# Max Amann
Max Amann (24. listopadu 1891 – 30. března 1957) byl německý nacista, politik a publicista. Zároveň byl důstojníkem SS v hodnosti SS-Obergruppenführer.

## Mládí a první světová válka
Narodil se 24. listopadu roku 1891 v bavorském Mnichově. Poté, co dokončil základní školu, tak nastoupil na obchodní akademii, kde úspěšně odmaturoval. Po studiu byl na praxi v mnichovské advokátní kanceláři.
S vypuknutím první světové války byl odveden do německé armády a byl zařazen do 16. bavorského pěšího záložního pluku (Bayerisches Reserve-Infanterie-Regiment Nr. 16), kde ke konci války dosáhl hodnosti Vizefeldwebel (Staršího rotmistra) a stal se důstojnickým kandidátem. Avšak důstojníkem se nikdy nestal, neboť dříve skončila válka a byl po demobilizaci z armády propuštěn.
Během své válečné služby získal za zásluhy pruský železný kříž II. třídy, bavorský vojenský záslužný kříž III. třídy s meči a dosáhl funkce velitele čety. U 16. záložního pěšího pluku se rovněž setkal s pozdějším německým kancléřem a vůdcem Adolfem Hitlerem, když sloužil jako poddůstojník v téže rotě.

## Počátky u NSDAP
V počátcích NSDAP vstoupil k 1. říjnu 1921 do strany v pořadí jako její třetí člen. Ve stejném roce byl pověřen řízením kupeckých vyškolených obchodů strany a zároveň i stranických orgánů novin Völkischer Beobachter.
O rok později byl jmenován ředitelem stranického vydavatelství Franz-Eher-Verlag a zároveň říšským vedoucím pro tisk.
Během listopadu roku 1923 se po boku Hitlera zúčastnil nezdařeného pivního puče v Mnichově a poté, co přiznal svoji účast před soudem, tak mu byl udělen trest ve výši 4 a půl měsíce žaláře. Po svém propuštění byl 9. listopadu 1924 zvolen do městské rady města Mnichova. Tuto funkci zastával až do dubna roku 1933.
Od roku 1925 se snažil spojit vydavatelství Franz-Eher-Verlag s hlavním vydavatelstvím NSDAP a vybudovat tak silné novinářské impérium, pod kterým by vycházel jak Völkischer Beobachter tak časopis Das Schwarze Korps. Od 9. června roku 1928 až do 12. června 1930 byl členem okresní rady Horních Bavor.
Dne 4. září 1931 se mu stala nehoda při lovu s generálem von Eppem a musela mu být amputována levá ruka v rameni.

## Život po válce
Poté, co byl 4. května roku 1945 zajat americkými jednotkami, tak byl vyslechnut a následně odsouzen denacifikačním soudem ke 2 a půl roku vězení.
Nedlouho poté byl jeho případ přezkoumán a po zjištění nových přitěžujících skutečností byl shledán vinným ze zločinů proti míru a antisemitismu. Dne 8. září 1948 si vyslechl rozsudek, který ho odsoudil k deseti letům v pracovním táboře.
Roku 1953 byl předčasně propuštěn, avšak jeho majetek byl zcela zkonfiskován a rovněž ztratil právo na penzi. Zemřel v naprosté chudobě 30. března roku 1957 ve věku nedožitých 66 let v Mnichově.

## Shrnutí vojenské kariéry

### Data povýšení
- Vizefeldwebel - (První světová válka)
- SS-Gruppenführer - 15. březen, 1932
- SS-Obergruppenführer - 30. leden, 1936

### Přehled vyznamenání
- Pruský železný kříž II. třídy (První světová válka)
- Bavorský vojenský záslužný kříž III. třídy s meči (První světová válka)
- Válečný záslužný kříž I. třídy bez mečů
- Válečný záslužný kříž II. třídy bez mečů
- Zlatý stranický odznak
- Krevní řád
- Kříž cti
- Čestný prýmek starého bojovníka
- Služební vyznamenání SS
- Služební vyznamenání NSDAP ve zlatě
- Služební vyznamenání NSDAP ve stříbře
- Služební vyznamenání NSDAP v bronzu
- Zlatý odznak Hitlerjugend
- Totenkopfring
- Čestná dýka Reichsführera SS
- Odznak Coburg